# Paratrigeminales Syndrom
Das Paratrigeminale Syndrom oder Raeder-Syndrom ist eine paratrigeminale Neuralgie oder paratrigeminale Paralyse des Sympathikus.
Die Namensbezeichnung bezieht sich auf den Erstautoren der Erstbeschreibung aus dem Jahre 1918 durch den norwegischen Ophthalmologen Johan Georg Raeder (1889–1959).

## Ursache
Zugrunde liegt meist eine Läsion zwischen Sella und dem Ganglion Gasseri.

## Klinische Erscheinungen
Klinische Kriterien sind:
- morgendlicher heftiger migräneartiger, bohrender pulsierender halbseitiger Kopfschmerz mit Übelkeit und Erbrechen
- Dysästhesie
- gegen Mittag abklingend
- auf der gleichen Seite Horner-Syndrom ohne Anhidrose

Hinzu kommen Lähmungen weiterer Hirnnerven.

## Diagnostik
Die Diagnostik erfolgt mittels einer ophthalmologischen Untersuchung, einer Cranialen Computertomographie (CCT) beziehungsweise kranialer Magnetresonanztomographie (MRT; inklusive Darstellung der Orbita), der Duplexsonografie der kraniozervikalen Arterien und/oder MR-Angiografie. Damit soll ein Ausschluss von Läsionen im Verlauf der Arteria carotis interna vorgenommen werden (arterielle Dissektion, Aneurysma im Bereich der Siphonschlinge). Hilfsweise wird eine konventionelle zerebrale Angiographie durchgeführt.

## Therapie
Falls keine Ursache gefunden wird, werden Corticosteroide eingesetzt, worauf ein Teil der Patienten spontan anspricht.

## Differentialdiagnose
Abzugrenzen sind:
Andere Formen der Trigeminusneuralgie, Bonnier-Syndrom, Gradenigo-Syndrom,
Neuralgien aufgrund von Tumoren des Siebbeines oder der Keilbeinhöhlen,
Arteria-carotis-interna-Syndrom oder Charlin-Syndrom.